# 안토니오 베스푸시오 리베르티

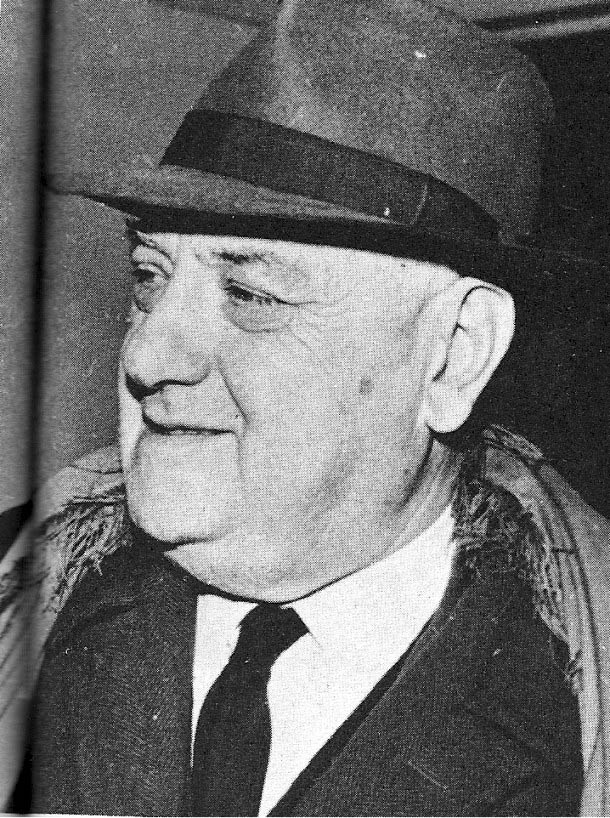

안토니오 베스푸시오 리베르티(스페인어: Antonio Vespucio Liberti, 1902년 ~ 1978년 11월 28일)은 리버 플레이트의 구단주였으며, 홈 구장인 안토니오 리베르티 기념 경기장의 이름은 그의 이름을 딴 것이다.
리베르티는 여러차례 구단주를 역임했는데, 1933년 ~ 1935년부터 1939년, 1943년 ~ 1952년, 1960년 ~ 1964년, 그리고 1966년 ~ 1969년까지 많은 해를 리버 플레이트와 함께 보냈다. 리버 플레이트는 그의 업적을 기려 그들의 홈 구장에 그의 이름을 붙였다.

## 같이 보기
- 리버 플레이트
- 엘 모누멘탈